# Aegle exsiccata
Aegle exsiccata is een vlinder uit de familie uilen (Noctuidae). De wetenschappelijke naam van deze soort is voor het eerst geldig gepubliceerd in 1905 door Warren & Rothschild.
De soort komt voor in tropisch Afrika.